# Gustav von Reymond
Gustav von Reymond (* 24. Mai 1822 in Wien; † 22. Februar 1887 in Bern) war ein österreichisch-schweizerischer Geograf.

## Leben
Gustav von Reymond wurde in Wien als das Älteste von drei Kindern geboren. Er entstammt einer Familie der französischsprachigen Schweiz, dem Kanton Waadt. Sein Grossvater war Konsul in Neapel, sein Vater Ludwig von Reymond war Privatsekretär des Fürsten von Metternich und Schatzmeister des Maria-Theresiaordenst in Wien.
Gustav von Reymond besuchte das Theresianum und studierte anschliessend an der Universität Wien. Er widmete sich juristisch-politischen Studien und daneben allgemeiner Weltgeschichte sowie österreichischer Staaten- und Rechtsgeschichte. Er bestand sein Examen 1845 mit vorzüglichem Erfolg. Anschliessend war er als Konzeptpraktikant bei der Hof- und niederösterreichischen Kammerprokuratur tätig. Als solcher stand er in Verwendung bei der Bezirksverwaltung in Wien, dann im Haus, Hof- und Staatsarchiv und schliesslich bei den Gesandtschaften in Paris  und Madrid. Aufgrund seiner Verdienste erwarb er den königlich spanischen Orden Karls des III. Nach Wien zurückgekehrt trat er als Regimentskadett in das 23. Linien-Infanterie-Regiment ein und wurde im Juni des Jahres 1849 zum Lieutenant desselben Regiments befördert. Als solcher wirkte er vom Jahre 1851 bis Ende 1853 als Professor der französischen Sprache an der Militärakademie in Wiener-Neustadt. 1854 wurde er zum Statthalterei-Konzipisten in Ungarn ernannt. 1854 heiratete er Ida Amélie Le Brun. Im Januar 1855 avancierte er zum II. Komitats-Kommissär in Erlau und im Dezember desselben Jahres zum definitiven Komitats-Kommissär, in welcher Eigenschaft er in verschiedenen Komitaten bis zum Jahre 1860 tätig war. Danach widmete er sich bis 1875  Arbeiten für die Ungarische Staatsbahn.
1875 verliess er den österreichischen Staatsdienst und kam mit seiner Familie nach Bern, wo sein Bruder Moritz von Reymond, ein bekannter humoristischer Dichter, in der Redaktion des Intelligenzblatts für die Stadt Bern tätig war. Er trat in die Redaktion ein und übernahm den politischen Teil, während sein Bruder noch bis 1876 das Feuilleton besorgte. Danach behielt er bis zu seinem Tod alleine die Redaktion.
Sein Eintritt in die Geographische Gesellschaft Bern erfolgte 1879. Er verhalf der Gesellschaft zu neuem Aufschwung. 1880 übernahm er das Generalsekretariat und damit auch die Redaktion der Jahresberichte, deren zweiten, 1879 bis 1880 umfassend, er mit grossem Geschick zu einem inhaltsreichen Bande gestaltete. 1880 erfolgte die Gründung der Vereinigung schweizerischer geographischer Gesellschaften und die Durchführung der schweizerischen geographischen Ausstellung in Bern.  Zum Sekretariat der bernischen Gesellschaft kam noch dasjenige des Verbandes hinzu, als diese zweimal die Leitung der vereinigen Schweizerischen Geographischen Gesellschaft übernahm. Zu erwähnen sind unter anderem auch seine Tätigkeit bei der Preisausschreibung zur Herstellung eines geographischen Lehr- und Lesebuchs sowie seine zahlreichen Vorträge anlässlich der Monatssitzungen der Gesellschaft.
Im Jahre 1884 erlag seine ältere Tochter einer schleichenden Krankheit. Anfang des Jahres 1885 folgte ihr seine schon längere Zeit kränkelnde Gattin. Gustav von Reymond starb nach einer kurzen, schweren Erkrankung an einer Lungenaffektion am 22. Februar 1887 in Bern.

## Schriften
- Gustav von Reymond: Zur Erinnerung an die feierliche Eröffnung der Kirchenfeldbrücke in Bern am 24. Sept. 1883. B.F. Haller. Bern, 1883[11]
- Gustav von Reymond: Die internationalen arktischen Beobachtungsstationen speciell die österreichische auf Jan Mayen 1882/83. 1882, abgerufen am 19. Februar 2023.[12]
- G. Reymond-le Brun: Arnold Guyot der schweizerische Reformator des geographischen Unterrichts in den Vereinigten Staaten von Nordamerika[13]
- Gustav v. Reymond: Die centralasiatisch-ethnographische Ausstellung des Herrn H[enri] Moser von Schaffhausen in Bern. In: Jahresbericht der Geographischen Gesellschaft von Bern. Band 8, 1885-1887, S. 63–77.[14]
- Jahresbericht der Geographischen Gesellschaft in Bern[15]
- Meylan, A. J. J. Rousseau, sein Leben und seine Werke. In’s Deutsche übertragen von Gustav v. Reymond. Mit Portrait. 8°, 152 S. Bern, Halle[16]